# FIFA 14
FIFA 14 es la 21.ª edición de la serie FIFA de EA Sports. Fue anunciado el 17 de abril de 2013. Es el tercero que se publica en árabe, siendo lanzada la demo el 10 de septiembre para PC y Xbox 360 y un día después para PlayStation 3. El juego fue lanzado oficialmente el 24 de septiembre.
Se confirmó que estaría disponible para Android, iOS, PlayStation 2, PlayStation 3, PlayStation 4, PSP, Wii, 3DS, PC, Xbox 360 y Xbox One. No salió para Wii U ya que EA confirmó en la conferencia del E3 que no va a sacar más juegos para esta consola debido a sus reducidas ventas.
Fue el único FIFA lanzado para consolas de tres generaciones diferentes: PlayStation 2, PlayStation 3 y PlayStation 4, siendo además el último título que se lance para PS2 y PSP (y el primero que se lanza para PS4 y Xbox One).
Se mantienen las mismas ligas presentes en FIFA 13, y se incorporan las primeras divisiones de Argentina, Chile y Colombia.
También fue lanzado un juego gratuito el 24 de septiembre de 2013 para las plataformas iOS y Android, pero que cuenta con compras dentro de la aplicación.

## FIFA Ultimate Team
El FIFA Ultimate team (abreviado FUT), que fue presentado en FIFA 13, vuelve en FIFA 14. Este modo permite a los jugadores construir su propio equipo con jugadores reales y competir en torneos y divisiones tanto en línea como offline. Durante el mes de noviembre puede accederse a participar de la Copa Movember, un torneo en apoyo al evento denominado Movember que busca crear conciencia sobre temas de salud del varón.

## Nuevo motor gráfico
Como se pudo observar en el tráiler de EA Sports, FIFA 14 tiene un nuevo motor gráfico llamado Ingnite , que está presente sólo para las consolas de nueva generación que serían Xbox One y PlayStation 4. Confirmando así que para las versiones de PlayStation 3, Xbox 360 y computadora seguirían teniendo el mismo motor gráfico de las versiones anteriores.
Se destacó en la presentación de la nueva Xbox One que el nuevo motor gráfico tendría entre sus nuevas características del juego un público más enérgico, el impacto que habrá en los jugadores cuando haya mal tiempo y una mejor jugabilidad para el público.

## Demo
El 10 de septiembre salió la demo de FIFA 14 para computadora (descarga vía Origin) y Xbox 360 (descarga vía Xbox Live). El 11 de septiembre salió para PlayStation 3 (descarga vía PlayStation Network). La misma cuenta con Borussia Dortmund, AC Milan, París Saint-Germain, FC Barcelona, Boca Juniors, Tottenham Hotspur, Manchester City y New York Red Bulls.

## Banda sonora
La banda sonora se compone de 37 canciones y fue revelada el 1 de septiembre en Internet:
| - American Authors – "Hit It" - Amplify Dot – "Get Down" - Bloc Party – "Ratchet" - Chinza Dopeness - "T.U.B.E." - CHVRCHES – "We Sink" - Crystal Fighters – "Love Natural" - Dan Croll – "Compliment Your Soul" - David Dallas – "Runnin'" - De Staat – "Down Town" - Disclosure – "F for You" - Empire of the Sun – "Alive" - Foals – "My Number" (Trophy Wife Remix) - Grouplove – "I'm With You" - Guards – "I Know It's You" - Illya Kuryaki and the Valderramas – "Funky Futurista" - Jamie N Commons – "Marathon" - John Newman – "Love Me Again" - Karol Conká – "Boa Noite" - Los Rakas – "Hot" | - Marcelo D2 – "Você Diz que o Amor Não Dói" - Miles Kane – "Don't Forget Who You Are" - Nine Inch Nails – "Copy of A" - OK Kid – "Am Ende" - Oliver – "Mechanical" - Olympic Ayres – "Magic" - Portugal. The Man – "Purple, Yellow, Red and Blue" - Robert Delong – "Here" - Rock Mafia featuring Wyclef Jean and David Correy – "I Am" - Smallpools – "Dreaming" - The 1975 – "The City" - The Chain Gang of 1974 – "Miko" - The Colourist – "Little Games" (St. Lucia Remix) - The Naked and Famous – "Hearts Like Ours" - The Royal Concept – "On Our Way" - Vampire Weekend – "Worship You" - Wretch 32 – "24 Hours" - You Me at Six - "Lived A Lie" |

## Portada

### Portadas por país o región
Lionel Messi sigue siendo el protagonista global en esta entrega. Basados en la localización, al igual que en FIFA 13, se utilizan como portada este jugador y otros jugadores de cada región o país.
| Región o país/es                                     | Jugador                       |
| ---------------------------------------------------- | ----------------------------- |
| Argentina- España                                    | Lionel Messi                  |
| - Norteamérica                                       | Javier Hernández              |
| Australia y Nueva Zelanda                            | Tim Cahill                    |
| Países Bajos                                         | Arjen Robben                  |
| Francia                                              | Karim Benzema                 |
| Centroamérica y Sudamérica Excepto Brasil y Uruguay. | Arturo Vidal y Radamel Falcao |
| Brasil                                               | Ronaldinho                    |
| Italia                                               | Stephan El Shaarawy           |
| Japón                                                | Maya Yoshida y Makoto Hasebe  |
| Polonia                                              | Robert Lewandowski            |
| Oriente Medio Reino Unido República de Irlanda       | Gareth Bale                   |
| Uruguay                                              | Diego Godin                   |
| Suiza                                                | Xherdan Shaqiri               |
|                                                      |                               |

## Ligas
Por primera vez en la historia de la serie FIFA, se incluirán ligas sudamericanas anexas a la de Brasil, como es el caso de la Liga de Chile, la Liga de Colombia y la Liga de Argentina. Tanto los equipos como los logos de ambas ligas, serán licenciadas al igual que sus respectivas selecciones.
| Región o País               | Liga                            |
| --------------------------- | ------------------------------- |
| Alemania                    | Fußball-Bundesliga              |
| Alemania                    | Zweite Bundesliga               |
| Arabia Saudita              | Abdul Latif Jameel League       |
| Argentina Nuevo             | Liga Argentina (D)              |
| Australia y Nueva Zelanda   | Hyundai A-League                |
| Austria                     | T-Mobile Bundesliga             |
| Bélgica                     | Jupiler Pro League              |
| Brasil                      | Brasileirão Serie A (A) (E)     |
| Chile Nuevo                 | Campeonato Nacional Petrobras   |
| Colombia Nuevo              | Liga Postobón                   |
| Corea del Sur               | K-League                        |
| Dinamarca                   | Superligaen                     |
| Escocia                     | Scottish Premier League         |
| España                      | Liga BBVA                       |
| España                      | Liga Adelante                   |
| Canadá y Estados Unidos     | Major League Soccer             |
| Francia y Mónaco            | Ligue 1                         |
| Francia y Mónaco            | Ligue 2                         |
| Inglaterra y Gales          | Barclays Premier League         |
| Inglaterra y Gales          | Football League Championship    |
| Inglaterra y Gales          | Football League One             |
| Inglaterra y Gales          | Football League Two             |
| Irlanda e Irlanda del Norte | Airtricity League               |
| Italia                      | Serie A TIM (D)                 |
| Italia                      | Serie B (B)                     |
| México                      | Liga Bancomer MX                |
| Noruega                     | Tippeligaen                     |
| Países Bajos                | Eredivisie                      |
| Polonia                     | T-Mobile Ekstraklasa            |
| Portugal                    | Liga Zon Sagres (C)             |
| Rusia                       | SOGAZ Campeonato Ruso de Fútbol |
| Suecia                      | Allsvenskan                     |
| Suiza                       | Swiss Super League              |
| Resto del Mundo             | Independiente                   |
| Resto del Mundo             | Palmeiras                       |
| Resto del Mundo             | Rangers                         |
| Resto del Mundo             | AEK Atenas                      |
| Resto del Mundo             | Olympiacos                      |
| Resto del Mundo             | Panathinaikos                   |
| Resto del Mundo             | PAOK Salónica                   |
| Resto del Mundo             | Kaizer Chiefs                   |
| Resto del Mundo             | Orlando Pirates                 |
| Resto del Mundo             | Galatasaray                     |
| Resto del Mundo             | Shakhtar Donetsk Regresa        |

(A) = Todos los equipos están licenciados, pero el nombre y logotipo de la Liga no.
(B) = Sólo está licenciado el nombre de la liga y los siguientes clubes: Palermo y Pescara Calcio.
(C) = Sólo están licenciados 11 de 16 clubes. No están licenciados los siguientes clubes: Belenenses (Belem), Marítimo (C. Funchal), Estoril-Praia (Estoril), FC Arouca (Arouca) y Gil-Vicente (V. Barcelos).
(D) = Todos los equipos y el nombre de la liga están licenciados, pero el logotipo de la Liga no.
(E) = Bahía tiene su nombre real, pero escudo y uniforme sin licencia. El escudo y el uniforme tendrán licencia a través de una actualización.
NOTA: Los nombres en paréntesis son como aparecen en el videojuego FIFA 14.
En los equipos de Resto del Mundo, se ha añadido al Shakhtar Donetsk de la Ukrainian Premier League, Independiente de Argentina, que participa en la Primera B Nacional y el Palmeiras de Brasil, que juega en la Serie B. Los demás equipos son los mismos que aparecieron en las ediciones anteriores del juego.

## Selecciones nacionales
El juego contará con casi cincuenta selecciones nacionales de fútbol (en total serán 47). Las novedades han sido la licenciatura de: Brasil, a la cual se ha dado importancia en este juego. También será licenciada completamente la selección de Polonia, debido a la inclusión de la licencia completa de su liga, aunque se pierde la licencia de Portugal. La selección de Gales regresa al juego, luego de su última aparición en FIFA 08.
| Confederación | País              | Selección                                 | Licencia                 |
| ------------- | ----------------- | ----------------------------------------- | ------------------------ |
| UEFA          | Alemania          | Selección de fútbol de Alemania           | Licenciada               |
| UEFA          | Austria           | Selección de fútbol de Austria            | Licenciada               |
| UEFA          | Bélgica           | Selección de fútbol de Bélgica            | Licenciada               |
| UEFA          | Bulgaria          | Selección de fútbol de Bulgaria           | Parcial                  |
| UEFA          | Dinamarca         | Selección de fútbol de Dinamarca          | Licenciada               |
| UEFA          | Escocia           | Selección de fútbol de Escocia            | Licenciada               |
| UEFA          | Eslovenia         | Selección de fútbol de Eslovenia          | Parcial                  |
| UEFA          | España            | Selección de fútbol de España             | Licenciada               |
| UEFA          | Finlandia         | Selección de fútbol de Finlandia          | Parcial                  |
| UEFA          | Francia           | Selección de fútbol de Francia            | Licenciada               |
| UEFA          | Gales             | Selección de fútbol de Gales Vuelve       | Parcial (*)              |
| UEFA          | Grecia            | Selección de fútbol de Grecia             | Licenciada               |
| UEFA          | Holanda           | Selección de fútbol de los Países Bajos   | Licenciada               |
| UEFA          | Hungría           | Selección de fútbol de Hungría            | Parcial                  |
| UEFA          | Inglaterra        | Selección de fútbol de Inglaterra         | Licenciada               |
| UEFA          | Irlanda           | Selección de fútbol de Irlanda            | Licenciada               |
| UEFA          | Irlanda del Norte | Selección de fútbol de Irlanda del Norte  | Licenciada               |
| UEFA          | Italia            | Selección de fútbol de Italia             | Licenciada               |
| UEFA          | Noruega           | Selección de fútbol de Noruega            | Licenciada               |
| UEFA          | Polonia           | Selección de fútbol de Polonia            | Licenciada               |
| UEFA          | Portugal          | Selección de fútbol de Portugal           | Parcial                  |
| UEFA          | República Checa   | Selección de fútbol de la República Checa | Licenciada               |
| UEFA          | Rumanía           | Selección de fútbol de Rumanía            | Parcial                  |
| UEFA          | Rusia             | Selección de fútbol de Rusia              | Parcial                  |
| UEFA          | Suecia            | Selección de fútbol de Suecia             | Licenciada               |
| UEFA          | Suiza             | Selección de fútbol de Suiza              | Parcial                  |
| UEFA          | Turquía           | Selección de fútbol de Turquía            | Licenciada               |
| CONMEBOL      | Argentina         | Selección de fútbol de Argentina          | Licenciada               |
| CONMEBOL      | Bolivia           | Selección de fútbol de Bolivia            | Parcial                  |
| CONMEBOL      | Brasil            | Selección de fútbol de Brasil             | Licenciada               |
| CONMEBOL      | Chile             | Selección de fútbol de Chile              | Parcial                  |
| CONMEBOL      | Colombia          | Selección de fútbol de Colombia           | Parcial                  |
| CONMEBOL      | Ecuador           | Selección de fútbol de Ecuador            | Parcial                  |
| CONMEBOL      | Paraguay          | Selección de fútbol de Paraguay           | No Licenciada (**) (***) |
| CONMEBOL      | Perú              | Selección de fútbol de Perú               | Parcial                  |
| CONMEBOL      | Uruguay           | Selección de fútbol de Uruguay            | Parcial                  |
| CONMEBOL      | Venezuela         | Selección de fútbol de Venezuela          | No Licenciada (**) (***) |
| CAF           | Camerún           | Selección de fútbol de Camerún            | Parcial                  |
| CAF           | Costa de Marfil   | Selección de fútbol de Costa de Marfil    | Parcial                  |
| CAF           | Egipto            | Selección de fútbol de Egipto             | Parcial                  |
| CAF           | Sudáfrica         | Selección de fútbol de Sudáfrica          | Parcial                  |
| AFC           | Australia         | Selección de fútbol de Australia          | Licenciada               |
| AFC           | Corea del Sur     | Selección de fútbol de Corea del Sur      | Licenciada               |
| AFC           | India             | Selección de fútbol de la India           | Parcial                  |
| CONCACAF      | Estados Unidos    | Selección de fútbol de los Estados Unidos | Licenciada               |
| CONCACAF      | México            | Selección de fútbol de México             | Licenciada               |
| OFC           | Nueva Zelanda     | Selección de fútbol de Nueva Zelanda      | Parcial                  |

(*) = El logotipo es licenciado, pero el uniforme no.

(**) = Contienen jugadores ficticios, pero algunos de ellos poseen contrapartes reales con las cuales pueden ser reemplazados. 
(***) = No están incluidos en la versión de PS2.

### Competiciones internacionales
FIFA 14 mantendrá equivalentes de diversas competiciones internacionales a nivel de selecciones y clubes para el modo carrera.
- La Copa Mundial de Fútbol - Licenciado

- La Eurocopa - Campeonato Europeo

- La Copa América - Copa de Sudamérica

- La Copa FIFA Confederaciones - Licenciado

- La UEFA Champions League - Champions Cup (Inglés) - Copa Campeones (Español)

- La UEFA Europa League - Euro League (Inglés) - Euro Liga (Español)

- La UEFA Super Cup - Euro Super Cup (Inglés) - Copa Europa (Español)

- La Copa Libertadores - Latin Cup (Inglés) - Copa Latina (Español)[18][19]

En la Copa Latina, torneo que se incorpora al juego, participarán los equipos de la Primera División de Argentina, Brasil, Chile, Colombia y México. Competirán en la Copa Latina 16 equipos latinoamericanos; de los cuales, 4 serán de Argentina y Brasil, 3 de Chile y Colombia y 2 de México.

## Comentaristas
| Región o País  | Idioma     | Comentaristas                                                             |
| -------------- | ---------- | ------------------------------------------------------------------------- |
| Brasil         | Portugués  | Tiago Leifert. Caio Ribeiro.                                              |
| España         | Español    | Manolo Lama. Paco González.                                               |
| Estados Unidos | Inglés     | Martin Tyler. Alan Smith.                                                 |
| Francia        | Francés    | Hervé Mathoux. Franck Sauzée.                                             |
| Hispanoamérica | Español    | Fernando Palomo. Ciro Procuna. Mario Alberto Kempes.                      |
| Italia         | Italiano   | Fabio Caressa. Giuseppe Bergomi. Matteo Barzaghi.                         |
| Mundo árabe    | Árabe      | Essam El Shawaly. Abdullah Al-Mubarak Harby.                              |
| Países Bajos   | Neerlandés | Youri Mulder. Evert ten Napel.                                            |
| Polonia        | Polaco     | Dariusz Szpakowski. Wlodzimierz Szaranowicz.                              |
| Portugal       | Portugués  | Hélder Conduto. David Carvalho.                                           |
| Reino Unido    | Inglés     | Clive Tyldesley. Andy Townsend. Alan Smith. Martin Tyler. Geoff Shreeves. |
| Rusia          | Ruso       | Yuri Rozanov. Vasilij Solov'ëv. Alexander Loginov.                        |

## Estadios
Estos son todos los estadios licenciados y genéricos de FIFA 14. El Camp Nou, del FC Barcelona, volverá a aparecer en el juego tras ausentarse en FIFA 13. Se ha anunciado también, que el estadio del Everton FC, Goodison Park, y el estadio Donbass Arena del FC Shakhtar Donetsk, aparecerán por primera vez en el juego. A esos dos estadios mencionados se suma la incorporación de La Bombonera, del Boca Juniors, debido a la inclusión de la Liga Argentina en el juego. También se mencionan a los estadios, que aparecen en el juego, solamente para las consola PS2, PSP y Wii.
| País           | Estadio                       | Club/es                                  |
| -------------- | ----------------------------- | ---------------------------------------- |
| Alemania       | Allianz Arena                 | Bayern de Múnich, 1860 Múnich y Alemania |
| Alemania       | Commerzbank-Arena**           | Eintracht Frankfurt y FSV Frankfurt      |
| Alemania       | Imtech Arena                  | Hamburgo S.V.                            |
| Alemania       | Olympiastadion                | Hertha Berlín                            |
| Alemania       | Signal Iduna Park             | Borussia Dortmund                        |
| Alemania       | Veltins-Arena                 | Schalke 04                               |
| Arabia Saudita | King Fahd Stadium*            | Al-Hilal, Al-Nassr y Al-Shabab           |
| Argentina      | Alberto J. Armando*           | Boca Juniors                             |
| Bélgica        | Constant Vanden Stock**       | RSC Anderlecht y Bélgica                 |
| Canadá         | BC Place*                     | Vancouver Whitecaps y Canadá             |
| Corea del Sur  | Estadio de Daegu**            | Daegu FC                                 |
| Corea del Sur  | Estadio Mundialista de Seúl** | FC Seoul y Corea del Sur                 |
| España         | Camp Nou Vuelve               | FC Barcelona                             |
| España         | Mestalla                      | Valencia CF y España                     |
| España         | Santiago Bernabéu*            | Real Madrid                              |
| España         | Vicente Calderón              | Atlético de Madrid                       |
| Francia        | Parc des Princes              | Paris Saint-Germain y Francia            |
| Francia        | Stade Félix Bollaert**        | Racing Club de Lens                      |
| Francia        | Stade Gerland                 | Olympique de Lyon                        |
| Francia        | Stade Vélodrome               | Olympique de Marsella                    |
| Inglaterra     | Anfield                       | Liverpool                                |
| Inglaterra     | Emirates Stadium              | Arsenal                                  |
| Inglaterra     | Etihad Stadium*               | Manchester City                          |
| Inglaterra     | Goodison Park* Nuevo          | Everton                                  |
| Inglaterra     | Old Trafford                  | Manchester United                        |
| Inglaterra     | St James' Park                | Newcastle United                         |
| Inglaterra     | Stamford Bridge               | Chelsea                                  |
| Inglaterra     | Wembley                       | Inglaterra                               |
| Inglaterra     | White Hart Lane               | Tottenham Hotspur                        |
| Italia         | Giuseppe Meazza               | A.C. Milan e Inter de Milán              |
| Italia         | Juventus Stadium*             | Juventus de Turín                        |
| Italia         | Stadio Olimpico di Roma       | A.S. Roma, Lazio e Italia                |
| México         | Estadio Azteca                | América y México                         |
| México         | Estadio Jalisco**             | Atlas                                    |
| Países Bajos   | Ámsterdam ArenA               | Ajax y Países Bajos                      |
| Portugal       | Estádio da Luz**              | SL Benfica y Portugal                    |
| Portugal       | Estádio do Dragão**           | FC Porto                                 |
| Portugal       | José Alvalade**               | Sporting de Lisboa                       |
| Ucrania        | Donbass Arena* Nuevo          | Shakhtar Donetsk                         |

- Los estadios marcados con * no están disponibles para PSP, PS2, iOS, Wii U, Wii y Android.
- Los estadios marcados con ** sólo están disponibles en PSP, PS2, Wii U y Wii.

### Estadios ficticios
| - Aloha Park - Arena D'Oro - Arena del Centenario - Court Lane - Crown Lane - Eastpoint Arena - El Libertador - El Monumento (Estadio original "El Monumental" del Club Atlético River Plate) - Estadio de las Artes - Estadio Nacional - Estadio Presidente G. Lopes - Euro Park - FIWC Stadium (Exclusivo para la PLAYSTATION) - Forest Park Stadium - Ivy Lane | - La Canchita - Molton Road - O Dromo - Sanderson Park - Stade Kokoto - Stade Municipal - Stadio Classico - Stadio Comunale - Stadion 23. Maj - Stadion Coito - Stadion Hanguk - Stadion Neder - Stadion Olympik - Town Park - Union Park Stadium - Waldstadion |

Todos los estadios ficticios, solamente están disponibles para PC, Xbox One, PS4, Xbox 360 y PS3